# 한국교육시설안전원
한국교육시설안전원 (전 교육시설재난공제회 敎育施設災難共濟會)은 1948년 8월 9일 교육시설 피해에 대한 신속한 복구 지원 및 각종 재난예방 사업을 위해 설립된 교육부 유관단체의 특수법인으로 회장은 교육부 차관, 한국사학진흥재단이사장 및 한국교직원공제회 이사장이 당연직 회장제로 겸임하였으며, 2012.4.1부로 상근회장제로 변경하여 운영되고 있으며, 2020.12.04 교육시설법 시행으로, 한국교육시설안전원으로 기관명칭 및 이사장제로 변경되어 기존 교육시설 공제사업 밎 교육시설법 상 안전관리 및 유지관리 등에 관한 사업을 하고 있으며 서울특별시 영등포구 국회대로 62길 25 (여의도동 17-10) 한국교육시설안전원10층에 위치하고 있다.

## 연혁
- 1948년 8월 9일 사단법인 학교재해복구공제회 설립, 공립학교 가입 (민법 제32조)
- 1964년 6월 1일 당연직 이사를 시·도지사에서 시·도 교육감으로 변경
- 1974년 4월 2일 사립학교 가입 허용 (7대도시로 한정)
- 1990년 1월 25일 사립학교 전국으로 가입 확대
- 1996년 12월 26일 당연직 회장을 교육부 차관에서 한국사학진흥재단 이사장으로 변경
- 1997년 8월 18일 국립학교 가입 허용, 당연직 이사를 시·도 교육감에서 관리국장으로 변경
- 1999년 7월 30일 당연직 회장을 한국사학진흥재단 이사장에서 교육인적자원부 차관으로 변경, 주된 사무소를 광화문 적선현대빌딩으로 이전
- 2004년 11월 3일 기관명칭을 교육시설재난공제회로 변경
- 2005년 9월 23일 부설 교육시설방재연구원 설치
- 2007년 7월 2일 연구활동종사자 공제가입 허용, 연구실 안전점검 및 정밀진단 개시
- 2009년 8월 1일 당연직 회장을 교육과학기술부 차관에서 한국교직원공제회 이사장으로 변경, 부설 교육시설방재연구원 폐지
- 2010년 8월 11일 당연직 회장제를 상근 회장제로 변경
- 2010년 10월 1일 교육시설재난공제회 사옥 이전(여의도)
- 2011년 6월 16일 교육시설재난공제회 부설 평생교육원 설치
- 2012년 4월 1일 초대 이윤수 상근 회장 취임
- 2014년 1월 1일 영남제주권, 호남충청권지부 개소
- 2015년 7월 1일 김진홍 회장 취임
- 2018년 8월 31일 박구병 회장 취임
- 2019년 12월 4일 교육시설 등의 안전 및 유지관리 등에 관한 법률(교육시설법) 제정
- 2020년 12월 4일 한국교육시설안전원 출범

## 조직

### 총회

#### 이사회
- 이사장
- 공제급여심의위원회
- 자금운용심의위원회
- 상임 감사
- 감사실
- 경영지원본부 기획조정실
- 경영지원본부 운영지원처
- 경영지원본부 안전문화처
- 경영지원본부 통합정보처
- 사업관리본부 공제사업처
- 사업관리본부 안전관리처
- 사업관리본부 교육시설지원처
- 서울강원권지부
- 경기인천권지부
- 충청권지부
- 대구경북권지부
- 부산경남권지부
- 호남제주권지부

## 회원

### 명예회원
- 본원 이사장
- 교육부 안전관리국장
- 시·도교육청 기획관리국장 또는 교육지원국장

### 국립회원
- 국가 또는 지방자치단체가 설립·경영하는 학교의 장

### 공립회원
- 시·도교육감 및 지역교육지원청 교육장

### 사립회원
- 사립학교 법인 이사장 또는 사립대학의 장
- 학력인정시설의 장

### 특별회원
- 교육연구시설 민간투자사업 대표
- 연구기관 등의 장

## 같이 보기
- 한국시설안전공단
- 한국사학진흥재단
- 한국교직원공제회
- 한국소방안전협회
- 학교안전공제중앙회
- 어린이집안전공제회